# Diana Lynn
Pour les articles homonymes, voir Lynn.
Diana Lynn (5 juillet 1926 – 18 décembre 1971), née  Dolores Marie Loehr, était une actrice américaine.
Née à Los Angeles en Californie, Lynn était considérée comme un enfant prodige pour ses capacités exceptionnelles à jouer du piano dès son plus jeune âge. À 12 ans, elle jouait avec le Los Angeles Junior Symphony Orchestra.

## Biographie
Diana Lynn se marie deux fois, en 1948 avec John C. Lindsey, dont elle divorce, puis en 1956 avec Mortimer Hall. Elle a quatre enfants dont Dolly Hall (née le 26 avril 1960).
Elle meurt d'un accident vasculaire cérébral à seulement 45 ans.

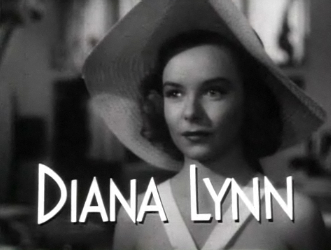
Diana Lynn dans La Course aux maris (1948).

## Filmographie
- 1939 : Mélodie de la jeunesse (They Shall Have Music)
- 1941 : Magie musicale (There's Magic in Music)
- 1942 : Uniformes et Jupons courts (The Major and the Minor) de Billy Wilder
- 1942 : Au pays du rythme (Star Spangled Rhythm)
- 1942 : Henry Aldrich Gets Glamour
- 1944 : Henry Aldrich Plays Cupid
- 1944 : Miracle au village (The Miracle of Morgan's Creek), de Preston Sturges
- 1944 : Our Hearts Were Young and Gay
- 1944 : Quatre Flirts et un cœur (And the Angels Sing) de George Marshall
- 1945 : Un cœur aux enchères (Out of This World) de Hal Walker
- 1945 : Duffy's Tavern
- 1946 : Amazone moderne (The Bride Wore Boots)
- 1946 : Our Hearts Were Growing Up
- 1947 : Hollywood en folie (Variety girl)
- 1947 : Easy Come, Easy Go
- 1948 : L'Impitoyable (Ruthless) d'Edgar George Ulmer
- 1948 : L'Archange de Brooklyn (Texas, Brooklyn and Heaven)
- 1948 : La Course aux maris (Every Girl Should Be Married), de Don Hartman
- 1949 : Ma bonne amie Irma (My Friend Irma)
- 1950 : La Rue de traverse (Paid in Full), de William Dieterle
- 1950 : Peggy
- 1950 : Irma à Hollywood / L'amour est du voyage (My Friend Irma Goes West)
- 1950 : La Revanche des Gueux (Rogues of Sherwood Forest)
- 1951 : Le peuple accuse O'Hara (The People Against O'Hara)
- 1951 : Les Aventures de Bonzo (Bedtime for Bonzo)
- 1952 : Le Joyeux Charlatan (Meet Me at the Fair)
- 1953 : Les Pillards de Mexico (Plunder of the Sun), de John Farrow
- 1954 : Track of the Cat
- 1955 : An Annapolis Story de Don Siegel
- 1955 : Un pitre au pensionnat (You're Never Too Young)
- 1955 : L'Homme du Kentucky (The Kentuckian)
- 1970 : Les Meurtriers (Company of Killers)